# NGC 7152
NGC 7152 (również PGC 67601) – galaktyka spiralna z poprzeczką (SBb), znajdująca się w gwiazdozbiorze Ryby Południowej. Odkrył ją John Herschel 18 sierpnia 1835 roku.